# Typhula buxi
Typhula buxi är en svampart som beskrevs av Maire 1933. Typhula buxi ingår i släktet Typhula och familjen trådklubbor.   Inga underarter finns listade i Catalogue of Life.